# Нісімура Сіґенаґа
Нісімура Сіґенаґа (яп. 西村 重長, бл. 1697 — 23 липня 1756) — японський художник періоду Едо. Засновник школи Нісімура.

## Життєпис
Народився близько 1697 року в Едо (столиці сьогуната Токугава). Деякий час працював управляючим маєтностей у Торіабура-тьо. Тут став займатися малюванням. Проте щодо його вчителів з малювання відсутні якісь достеменні відомості. Висловлюється думка, що Нісімура навчався у Торії Кійонобу.
Перші власні роботи відносять до 1719 року. Потім переїхав до району Канда в Едо, де керував книжковим магазином і викладав мистецтво. У 1730—1735 роках спільно з Торії Кійомасу II створив цикл «П'ятдесят чотири аркуші Ґендзі». 1753 році проілюстрував книгу з зображенням сувенірів Едо. Помер в 1756 році. Його роботи мали сильний вплив на пізніших митців, зокрема Судзукі Харунобу та Ісікава Тойонобу, які можливо були учнями Нісімура Сіґенаґа. Також напевне був вчителем художника Кітао Сіґемаса.

## Творчість
Створював картини переважно в жанрі якуся-е, частою темою його творів було зображення молодих акторів театру Кабукі в ролі вуличних торговців, рознощиків чаю і книгонош. Ці роботи малював у стилі школи Торії з використанням лінійної перспективи (укі-е). Крім того, художник створював гравюри з сюжетами з класичної японської та китайської літератури, японської історії, портретами красунь, побутовими сценами, зображеннями театру, екзотичних тварин і птахів, замальовки з природи (катьо-е).
Використовував різні техніки гравюри. Слідом за Окумура Масанобу він став використовувати прийоми бені-е, підфарбовуючи ручним способом роботи 2—3 квітами. Крім того, він сам винайшов хособан сампуку-цуй (триптих вузького формату) і техніку ісідзурі-е (малюнок білими лініями, що різко вирізняються на кольоровому або чорному тлі). Він зробив низку так званих «плаваючих картин», що включають геометричну перспективу.